# 小里氏
小里氏（おりし）は、土岐氏の庶流。美濃土岐郡の国人。
中世小里氏(新城尾里氏)と近世小里氏(城山小里氏)の両氏があるが、血統が異なり連続していない。

## 概要

### 中世小里氏(新城尾里氏)
『尊卑分脈』では「浅野土岐太郎國衡─又太郎國村─又太郎國氏─國定（号：尾里太郎）」と記して、尾里國定からはじまったとする。
正中元年（1324年）正中の変で土岐一族が上洛した際に、従軍者に小里太郎國定の名がある。
延文4年	（1359年）	足利義詮の出陣に土岐一族が随行した際に小里兵庫助の名がある。

### 近世小里氏(城山小里氏)
近世小里氏(城山小里氏)は、美濃九代守護の土岐成頼の四男の土岐元頼ないしその子の土岐頼連から始まったとされる。
土岐成頼は一色氏から土岐氏に養子に入ったという説が有力で、妻は斎藤氏であることから、それが事実であるとすれば、土岐氏の血統ではないということになる。
支族に和田氏があり、和田姓を名乗ることもあった。
また恵那郡に勢力を持っていた遠山氏と婚姻して関係を深め、遠山氏の一族と共に諸戦で活躍している。
明応5年（1496年）の船田合戦で土岐元頼が城田寺で自刃すると、土岐頼連は越前国の朝倉氏の元に逃れ、その後援を得て土岐郡の宇留輪城主となったが、永正9年(1512年)、小里郷にて戦死した。
天文元年（1532年）、その嫡男の光忠は姓を小里に改めて、小里光忠と称し、土岐郡と恵那郡の内で3,600石を確保し、
天文3年（1534年）、小里光忠が小里城を築城した。
天文21年（1552年）土岐郡の高山城主の高山光俊(伊賀守)が没したが子が無かったため後継する城主が居ない状態となり、早速、可児郡御嵩城主の小栗重則(信濃守)が高山城を攻めて占領しようとした。そのことを知った肥田民部から遠山景前に連絡があったので、景前は甲斐の武田信玄に早馬を送り相談した。
信玄は平井頼母と後藤庄助を大将として、小里光忠・その子の小里内作・小里右衛門太郎・小里助左衛門・遠山景行・遠山三郎兵衛・遠山左衛門佐らを高山城へ向かわせた。
小栗重則(信濃守)も千人余で大富山に陣を取り川端に押し寄せた。小里・遠山・平井・後藤らは浅野村に陣を取り川を隔てて矢を射かけた。小栗は川を渡って戦い高山城に迫ったが小里親子と遠山景行の30余騎が馬上から鑓を執って真直ぐに進むと小栗勢が敗北したので川を越えて追った。大富山の下で光忠が小栗の長臣を討取ると小栗は引き返したので、肥田村の天福寺の高根で70余りの首実検を行った。
その後、逆に御嵩城は囲まれ落城し小栗重則は自害したという。その結果、御嵩城までが武田氏の勢力下に入った。後藤庄助は討死したが、土岐郡の高山城には平井光行・頼母親子が入り城主となった。(濃州小里記)
弘治3年（1557年）	この頃より神箆城主の延友信光（土岐三兵衛）と不和になる。
永禄8年（1565年）には高野口（神篦城付近）で織田方（森長可）・武田方（秋山虎繁）両軍の軍事衝突が起こった（高野口の戦い）。その際に光忠・光次は信長に従い、秋山虎繁の軍を撃退した。
元亀元年(1570年)には小里光忠は、稲葉山城を攻略した織田信長に通じており、武田信玄は「小里については隣邦からの助勢により、すでに逆心露顕のように見える。やむを得ず、残念に思うが、とりあえす許すというのを承った。その上で時期を待って成敗してほしい」と遠山景任（岩村遠山氏）と遠山直廉（苗木遠山氏）に書状を送っている。
しかし、同年11月、武田信玄の西上作戦が本格化し、11月15日　織田信長が、小里内作宛に書状を送っている　「岩村之城取候由注進公候、然は人数一騎係ニ申付候、猶一左右次第可出馬候、委曲三良五良・河尻可申届候、恐々謹言、十一月十五日　信長(朱印)　小里内作とのへ」(小里家譜)
同年12月27日に、武田重臣の秋山虎繁の軍勢が遠山氏の領地である東美濃を通って、徳川氏の領地三河国へ攻め込もうとして上村合戦が勃発した。小里光忠は、姻戚関係にあった遠山氏と共に戦うことになり遠山景行（明知遠山氏）、遠山友勝（苗木遠山氏）、遠山友忠（飯羽間遠山氏）らと共に合戦に及んだがこれに敗れ、嫡子の小里内記、遠山景行らと共に討死した。。
天正2年（1574年）に光忠の次子・小里光明は、武田氏の重臣秋山虎繁が支配する岩村城を攻める拠点として小里城を改修し、池田恒興が城の御番手となった。
天正3年（1575年）5月21日、武田勝頼は長篠の戦いにおいて織田信長・徳川家康連合軍に大敗し、山県昌景・馬場信春ら多くの重臣を失った。このため、織田・徳川による武田反攻が始まることとなる。
信長は嫡男・織田信忠に軍を預けて岩村城に侵攻させた。これに対して武田勝頼は援軍に向かおうとしたが、勝頼の動きを聞いた信長も11月14日に京から岐阜へ向かった。上村合戦で武田(秋山軍)との戦いで生き残った小里氏や遠山氏の一族・郎党達は織田・徳川方に付いたが、岩村城に秋山虎繁と共に居た遠山氏の一族・郎党達は武田方に付いて籠城した。小里内作(光明)は南西の大川村に、以前から織田方に付いていた土岐三兵衛は、神篦城に近い岩村城の北西の竹折村にて、遠山左衛門(半左衛門か？)は北東の中津川村に、遠山與介は南東の上村に各々が駐留して、各方面から岩村城への補給路を断った。
天正10年（1582年）の本能寺の変では、光次の子・小里光久が二条新御所で戦死している。
光明は、本能寺の変の後は、美濃国主となった織田信孝に仕えたが、信孝は賤ヶ岳の戦いで羽柴秀吉に敗れて自害した。
天正11年（1583年）羽柴方の金山城主の森長可に攻められ、恵那郡大川村で戦闘が行われ、13人の家臣が自刃した。自刃した場所には13の墓が建てられて十三塚という地名となった。
その後小里城を落とされたので、義兄弟の三河国足助の鈴木信義を頼り、峠を越えて隣接する三河国の小原村に移り、和田姓を名乗って徳川家康に仕えた。
天正12年（1584年）、小里光直は長久手の戦いにて負傷し死去。父親の小里光明はその労いにより、徳川家康から相模国に300石を賜った。
慶長5年（1600年）の関ヶ原の戦いの前哨戦の東濃の戦いで光明と嫡孫の小里光親は、遠山利景とともに家康配下の東軍に参加し、8月下旬に遠山利景と共に明知城を攻めて奪還した。岩村城は田丸主水が、土岐砦は田丸直昌の娘婿の福岡長左衛門と嵐彦兵衛が守っていたが、妻木頼忠が高山口の戦い・妻木城の攻防戦・土岐口畷の戦いにおいて勝利した。
9月2日には、土岐高山城の田丸勢は土岐砦勢と合し、東軍の東濃諸氏と、西軍(田丸勢)との戦となった。(妻木戦記・老人物語)
9月3日には小里光親が西軍から小里城を奪還し入城した。
9月5日に小里光親と妻木家頼は土岐砦を、遠山友政と遠山利景は岩村城と相対し、小里勢は中島(市原)に陣取り、妻木勢は寺河戸村に陣取った。
5～6日にかけて十三河原にて清水・一日市場の戦いが行われ、小里一族の和田太郎左衛門ら多くの者が戦死した。瑞浪市土岐町清水には、その供養塔と伝わる小里勢戦死塚という五輪塔がある。
最後に、小里光親と遠山の両氏は、西軍が籠っていた神篦城と岩村城を攻め田丸主水を降伏させた。
9月10日には徳川家康が尾張清洲城へ到着したので、光親と遠山利景が出掛けて仔細を報告した。(小里家譜)
その功によって小里光親は土岐、恵那郡の旧領を再び与えられ、3,620石の旗本となり小里城近くに小里陣屋を構えた。その後、大坂の陣でも活躍した。
元和7年（1621年）1月8日に光親は死去した。親子3代は小里村の興徳寺に葬られた。
元和9年（1623年）4月29日に、光親の子の小里光重は嗣子がないまま死去したため、旗本の小里家は改易処分となり知行所は没収されて幕府領となった。
その後も、光親の子で光重の弟の和田政衆が家督相続を幕府に嘆願したが実現せず、
慶安3年(1650年)、和田政衆は、江戸城小十人組番士、十人扶持、江戸城詰めへの昇進に留まった。'

### 旗本　小里氏の知行所
- 土岐郡小里村の内で560石0斗6合6升、山田村の内で418石2斗4合、猿子村の内で218石2斗、寺河戸村579石6斗1合、

小田村546石3斗、須之宮村165石3斗1合、月吉村461石3斗2合、萩原村285石2斗3合、戸狩村の内で35石1斗9合5升
- 恵那郡大川村176石4斗、水上村173石5斗7合3升

## 近世小里氏歴代当主
土岐元頼ー土岐頼連ー光忠ー光次ー光久
　　　　　　　　　　　L光明ー光直ー光親ー光重

## 関連寺院
- 興徳寺 (瑞浪市)